# Phelotrupes variolicollis
Phelotrupes variolicollis är en skalbaggsart som beskrevs av Antoine Boucomont 1904. Phelotrupes variolicollis ingår i släktet Phelotrupes och familjen tordyvlar. Inga underarter finns listade i Catalogue of Life.